# Robert Aitken (fotbollsspelare)
Robert "Bobby" Aitken, Jr., född 19 oktober 1904 i Clifton i New Jersey, död 20 december 1962 i Paterson, New Jersey, var en amerikansk fotbollsspelare som spelade två landskamper för USA, den första mot Argentina vid Olympiska spelen 1928 (förlust 2-11) och den andra en vänskapsmatch mot Polen som slutade 3-3. Vid tiden för de Olympiska spelen spelade han för Caledonian F.C.